# Hotel Adlon

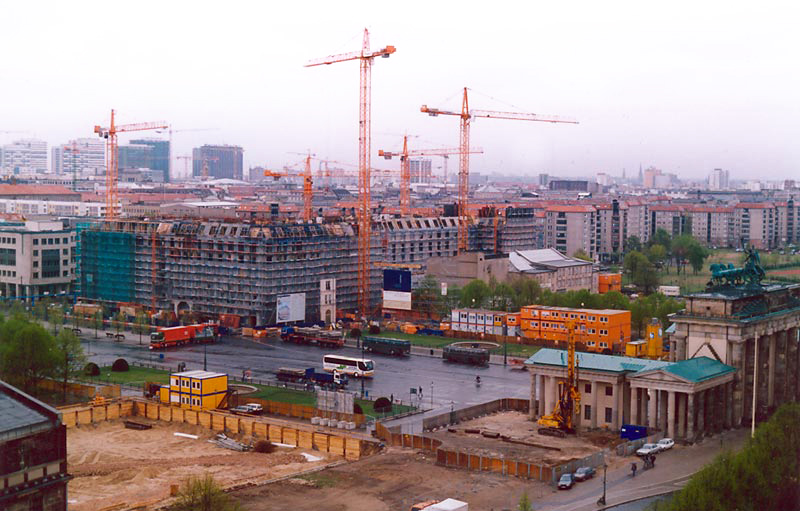
Herbouw van het hotel in 1995

Hotel Adlon staat bekend als het meest luxueuze hotel van de Duitse hoofdstad Berlijn. Het werd geopend in 1907. Bij de opening was keizer Wilhelm II aanwezig. Het hotel is gelegen op een van de meest historische plaatsen van de stad, namelijk aan de Pariser Platz aan de oostzijde van de Brandenburger Tor bij het begin van de boulevard Unter den Linden, direct aan het Holocaustmonument.
In de jaren '20 en 30 waren beroemde gasten onder meer Charlie Chaplin, Greta Garbo en Albert Einstein. In het meer recente verleden hebben onder anderen George Bush sr., Michail Gorbatsjov en koningin Elizabeth II er gelogeerd. Onder de gasten uit de laatste tien jaar bevinden zich Bill Clinton, Condoleezza Rice, Tom Cruise, Sophia Loren, Dustin Hoffman en prinses Beatrix.
Aan het eind van de Tweede Wereldoorlog, al na de slag om Berlijn, brandde het hotel af, doordat soldaten van het Russische leger, die hun intrek in de kelders van het hotel hadden genomen, onvoorzichtig waren met vuur. Alleen een zijvleugel bleef overeind. Deze zijvleugel werd na de oorlog als restaurant gebruikt, totdat deze in 1984 werd afgebroken. Na die Wende werd het hotel van 1995 tot 1997 herbouwd in een moderne versie die sterk doet denken aan het oude hotel. Tegenwoordig maakt het hotel deel uit van de Kempinski-groep, een keten van luxueuze hotels.
De King of Pop Michael Jackson hield in 2002 zijn derde kind, Prince Michael II, over de rand van het balkon van zijn hotelkamer in het Adlon om het elf maanden oude kind te laten zien aan de circa 200 fans die buiten het hotel stonden te wachten op een glimp van hun idool.